# 迪圖瓦角

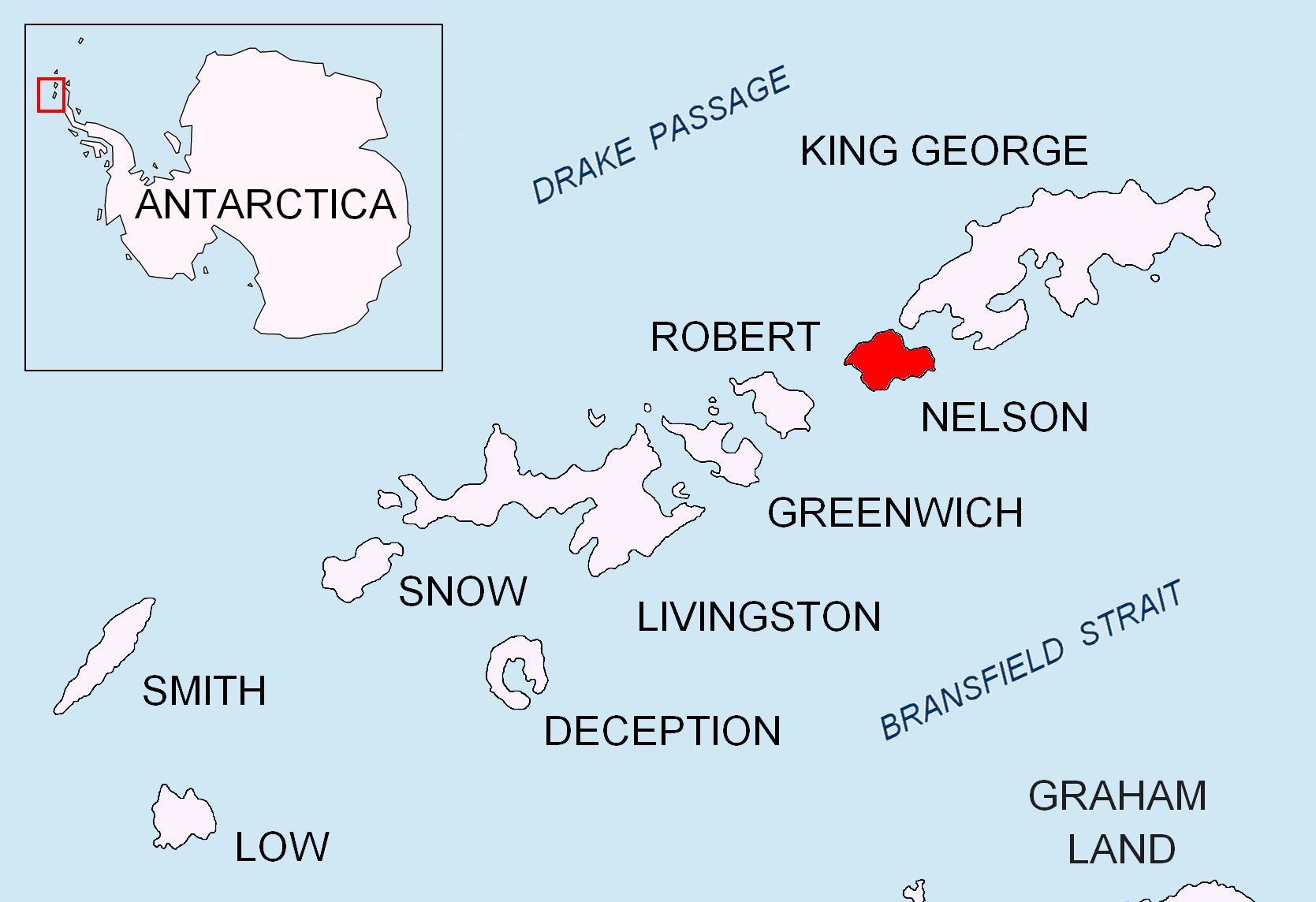

62°19′S 58°50′W / 62.317°S 58.833°W
迪圖瓦角（英語：Duthoit Point），是南極洲的海岬，位於南設得蘭群島的納爾遜島東端，名稱最早出現在1822年，由英國研究隊重新繪入地圖，現時由南極條約體系管理。